# Papírové letadlo

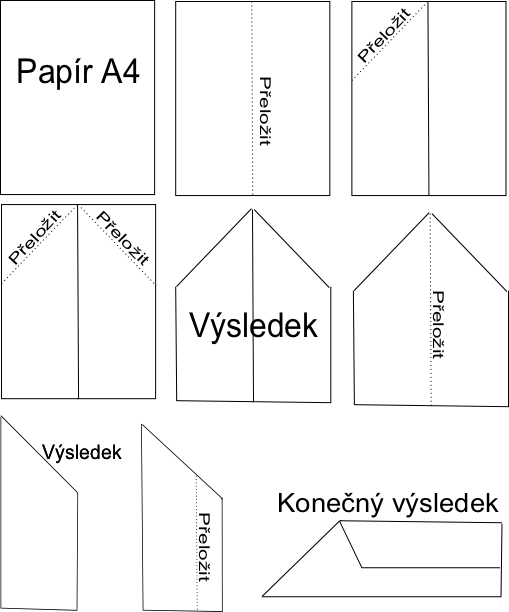
Plán konstrukce tradičního papírového letadla.

Papírové letadlo či papírová vlaštovka je hračka – letadlo vyrobené z papíru. Jde snad o nejlidovější formu aerogami, větve origami (japonského umění skládání papíru). V japonštině se nazývá 紙飛行機 (kami hikoki; kami=papír, hikoki=letadlo).
Je známý, protože je to jeden z nejsnadnějších typů origami, snadno osvojitelný i nováčkem. Nejjednodušší papírové letadlo vyžaduje pouze 6 kroků pro „správné“ sestavení. Pojem „papírové letadlo“ v dřívějších dobách mohl zahrnovat také výrobky udělané z lepenky.

## Historie

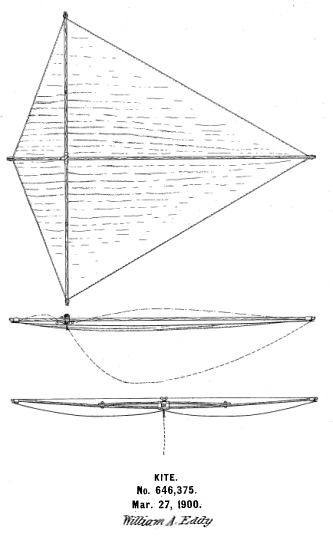
Draci užívaní Číňany pro vynesení hmotných objektů do vzduchu.

Věří se, že papír na výrobu hraček se používal již před 2 000 lety v Číně, kde draci představovali populární formu zábavy. Přestože jsou považováni za předzvěst moderních papírových letadel, není jisté původní místo vynálezu; konstrukce zlepšující rychlost, zdvih a vzhled se objevovaly až v průběhu let.
Tvrdí se, že první známé vytvoření papírových letadel spadá do roku 1909. Podle přijímanější verze však došlo k vytvoření o dvě desetiletí později v roce 1930 Jackem Northropem (spoluzakladatelem firmy Lockheed Corporation). Northrop používal papírová letadla k testům, které mu pomohly nalézt cestu, jak vytvořit skutečná letadla.

## Typy papírových letadel

### Tradiční
Tento typ papírového letadla vyžaduje pouhých 6 kroků (správného postupu), může však zabrat pouze 5 kroků, pokud vynecháme vytvoření hlavního záhybu, který skládači pomáhá rozdělit papír na dvě části. Měl by být použit obdélníkový tvar papíru jako A3, A4 nebo Letter (upřednostňován je A4 nebo Letter).

#### Instrukce
Osoba skládající list papíru je v těchto instrukcích zmiňována jako „skládač“.
1. Skládač by měl podle příručky vytvořit hlavní záhyb. To lze udělat položením papíru nastojato a přeložením levé poloviny papíru přes pravou, tak aby se obě části zcela překrývaly.
2. Skládač by nyní měl složené strany opět rozdělit a zahnout levý horní roh stránky tak, aby se dotkl hlavního záhybu uprostřed a stejně tak učinit pro pravý roh.
3. Skládač by nyní měl opět přeložit papír uprostřed podle hlavního záhybu a poté by měl vytvořit letadlu křídla, což je nejdůležitější část procedury.
4. Stále v pozici nastojato by měl ohnout přesně nespecifikovanou část kratší boční strany (ale pouze jeden list) tak, aby vzniklá hrana byla rovnoběžná s hlavním záhybem. Poté je třeba papír otočit a stejnou operaci provést na druhé straně. Různé varianty tohoto základního papírového letadla, odlišné konstrukce než zde popsané, lze nalézt spolu s instrukcemi na webu Kena Blackburna.

### DC-03
Mnoho lidí prohlašovalo, že vytvořili „nejlepší papírové letadlo na světě“. Na ukázku lze představit DC-03 model (DC-03 model papírového letadla) vyznačující se velkými křídly pro klouzání a jedinečným rysem pro papírová letadla, ocasem. Ale neexistuje žádná mezinárodní federace papírových letadel nebo asociace, schopná ověřit tato tvrzení a prohlásit je za oficiální nebo za pravdivá.

## Aerodynamika

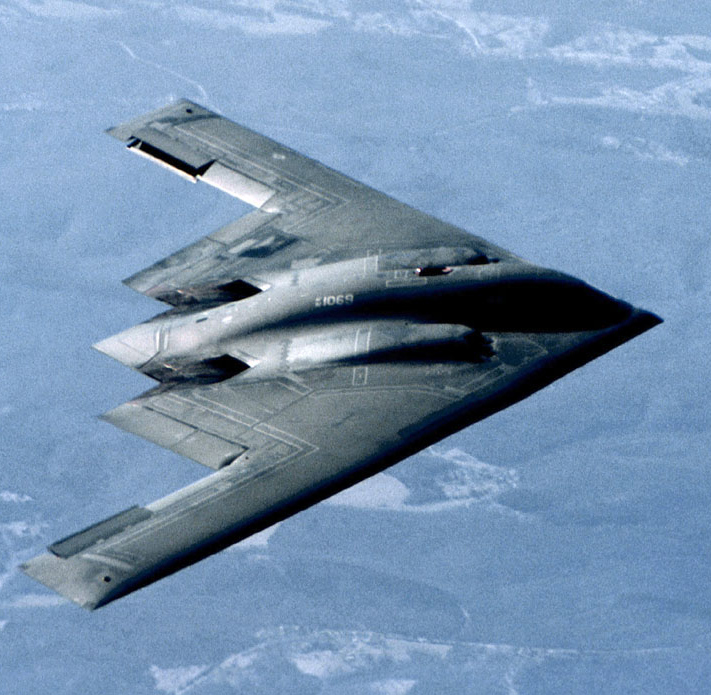
Blackburn uvádí B-2 Spirit jako příklad stabilního letadla.

Přestože má model DC-03 křídla, držitel Guinnessova světového rekordu Ken Blackburn nesouhlasí s rozhodnutím mít papírové letadlo s 'ocasem'. Jeho vysvětlení aerodynamiky papírového letadla na jeho webu uvádí, že ocas není potřebný. Jako příklad uvádí skutečný bombardér B-2 Spirit tvaru létajícího křídla a tvrdí, že váhou rozloženou na křídla se vkládá více váhy vpřed, což činí letadlo stabilnějším.
Nezávisle na něm sestrojil v roce 1977 Edmond Hui papírové letadlo tvaru neviditelného bombardéru nazvané Paperang (http://paperang.com), založené na aerodynamice zavěšených kluzáků. Vyniká důkladnou kontrolou sekcí vzdušných profilů, velkou štíhlostí křídel a konstrukčním postupem umožňující měnit tvůrci každý aspekt jeho tvaru. Byla o něm napsána kniha, Amazing Paper Airplanes in 1987 a množství článků v časopisech v roce 1992. V mnoha soutěžích papírových letadel není povolen kvůli použití sešívací sponky, výkon jeho klouzavého letu je však extrémně vysoký, přesahuje klouzavý poměr 12:1 s dobrou stabilitou.
Obecné přesvědčení, že lehčí letadla doletí dále než těžší, považuje Blackburn za nepravdivé. Blackburnův 20 let starý rekord byl založen na jeho víře, že nejlepší letadla mají krátká křídla a jsou „těžká“ v okamžiku startu, kdy vrhač hází letadlo do vzduchu. Po tomto okamžiku mají „lehčí“ letadla s většími křídly výhodu a dosahují delšího doletu, v okamžiku vzletu však nemohou být tvrdě vržena vpřed tak jako jejich „těžcí“ kolegové. Podle Blackburna, „Pro maximální výšku a dobrý přechod do klouzavého letu, musí být vrh veden pod úhlem 10 stupňů od vertikály“ – což ukazuje, že pro úspěšné vypuštění papírového letadla je potřeba rychlosti alespoň 100 km/h.

## Světový rekord
Během dlouhých let bylo zaznamenáno mnoho pokusů překonat bariéry omezující možnosti hozeného papírového letadla udržet se po co nejdelší dobu ve vzduchu. Ken Blackburn držel svůj rekord v Guinnessově knize po 13 let (1983–1996) a znovu ho získal 8. října 1998, když udržel své papírové letadlo ve vzduchu po 27,6 sekund (v místnosti). Tuto skutečnost potvrdili Guinnesovi zaměstnanci a zpráva CNN. Letadlo použité Blackburnem při jeho rekordním pokusu lze zařadit do kategorie „kluzáků“.